# Acqua e sale
Acqua e sale è un singolo di Mina e Adriano Celentano.

## Descrizione
Scritto dagli Audio 2, pubblicato dalla PDU il 14 maggio 1998 e tratto dall'album Mina Celentano. Ha ricevuto il disco d'oro nel 2017.